# Cine Lido
El Cine Lido se encuentra dentro del Centro Cultural Bella Época, que además está conformado por la Librería Rosario Castellanos y la Galería Luis Cardoza y Aragón, ubicado en calle Tamaulipas # 202, en la Colonia Condesa, abarcando un área de aproximadamente 3,000 m².

## Historia
El Cine Lido fue diseñado por el arquitecto estadounidense Charles Lee (1889-1990), basado en un estilo art déco y diseñado para albergar aproximadamente a 1,310 espectadores. Las tendencias arquitectónicas de la época dieron lugar a que la estructura de este edificio tuviera influencias del estilo colonial californiano y el spanish revival, retomando elementos hispanizantes y con influencia mudéjar, destacando, como elemento compositivo más importante, una torre de 20 m de altura, localizado a la entrada del cine, enmarcada por una marquesina.
Durante la inauguración fue proyectada la película Her Cardboard Lover (1942), protagonizada por Norma Shearer y Robert Taylor; gozó de tres décadas de famosa reputación y de ser punto de referencia para los habitantes cercanos; sin embargo, en 1978 comenzó su decadencia, debido al incremento del precio de admisión y  al establecimiento de nuevos cines con instalaciones más atractivas por parte de cadenas comerciales. A pesar de un intento de remodelación y reinauguración bajo el nombre de “El Cine Bella Época”, en 1980 el incremento del precio del boleto no se pudo detener, así como la aparición de complejos cinematográficos que propiciaban la competencia.
En 1999 el Gobierno del Distrito Federal adquirió el recinto y, posteriormente, se vendió al Fondo de Cultura Económica. Contando con el apoyo de los vecinos de la zona, que buscaban la protección del edificio y su reutilización como un espacio cultural, se encomendó al arquitecto Teodoro González de León remodelar el espacio, conociéndose posteriormente como el Centro Cultural Bella Época.

## Fechas destacables

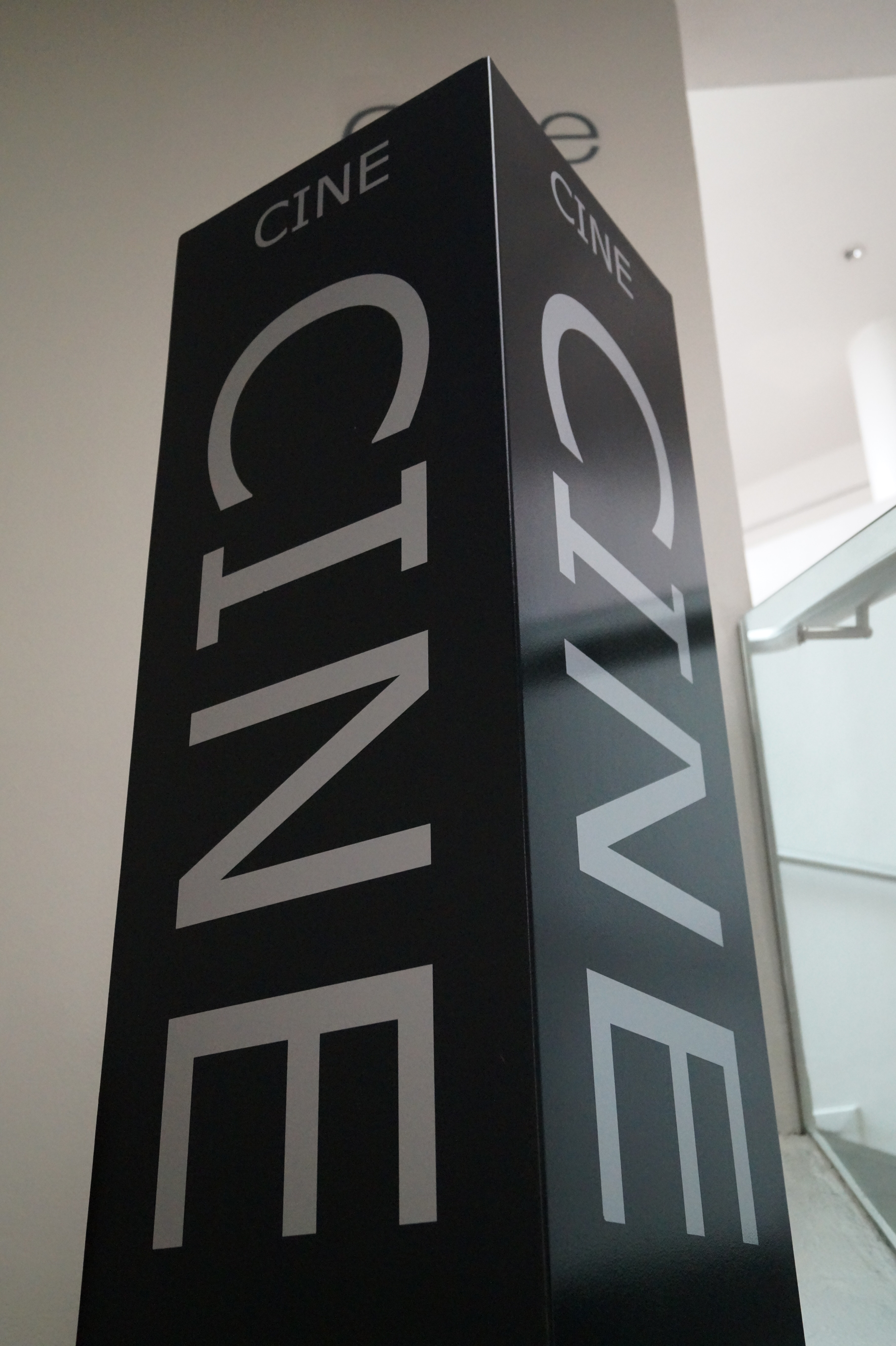
Entrada a Cine Lido

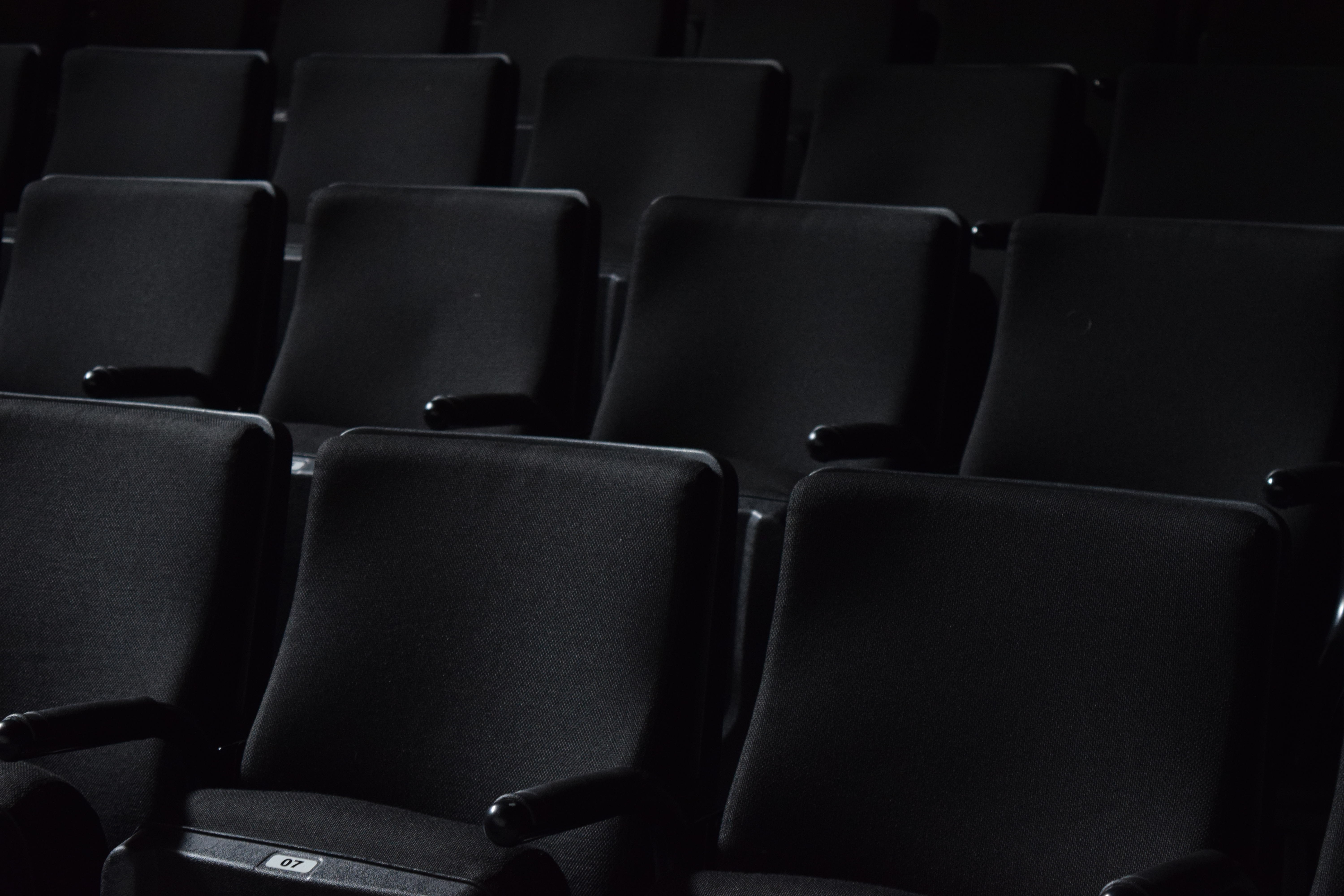
Butacas de Cine Lido, Colonia Condesa

El Cine Lido está dirigido a infantes, adolescentes y adultos. Durante sus 36 años de actividad, se han presentado diversas funciones, tomando como referencia la fecha del 22 de diciembre de 1972, durante la cual se publicitaban en la marquesina del cine las películas El mago de los sueños y la familia Telerín y El imperio submarino con Astroboy. Seis días más tarde se ofrecía al público El regreso del conde Yor, con un costo de cuatro pesos por boleto.
Una de las fechas más destacables fue el 24 de diciembre de 1976, cuando se presentó El ministro y yo, protagonizada por Mario Moreno Cantinflas. Durante esta función el costo del boleto alcanzó uno de sus más altos precios, con un total de 17 pesos por boleto.
Después de su remodelación y reapertura bajo el nombre de Nuevo Cinema Bella Época en  1978, el día de la inauguración se presentó el filme Noches de Cabiria (1957), producida por Federico Fellini, con tres horarios de función: 16:45, 19:25 y 22:00, con un costo por boleto de 25 pesos. Posteriormente se ofrecieron al público distintos filmes clásicos, entre ellos Noche y día (1946), Las aventuras de Robin Hood (1938), Cantando bajo la lluvia (1952)  y Doctor Zhivago (1965).
Uno de los comentarios más importantes que se vertieron, a raíz de la remodelación del Cine Lido, fue hecha por Rafael Pérez Gay, en su libro de relatos Me perderé contigo (1988), donde escribe: “El Cine Lido cerró, lo remodelaron y le cambiaron de nombre; a muchos les pareció una imagen de la atmósfera que dominaba esos días, la marquesina estrenó letras luminosas: Cine Bella Época. Las tribulaciones de las familias decentes fueron más que nunca los comercios que atrajeron las estaciones del Metro, el sabor garnachero de sus calles, las colas de peseros (…) las cosas ya no son como las de antes”.
Durante los gobiernos de José López Portillo y Miguel de la Madrid, comenzó la llamada “década perdida”, viéndose reflejada en el incremento de los precios de los boletos. Hacia 1982 el costo por boleto aumentó a 60 pesos; para 1985 a 200 pesos; para 1987 el precio era de 1000 pesos  y, finalmente, un par de años más tarde, el boleto llegó a costar 1200 pesos, sucediendo esto a la par de la proliferación de otras salas y la desvalorización de los palacios de cinematografía.

## Actualidad

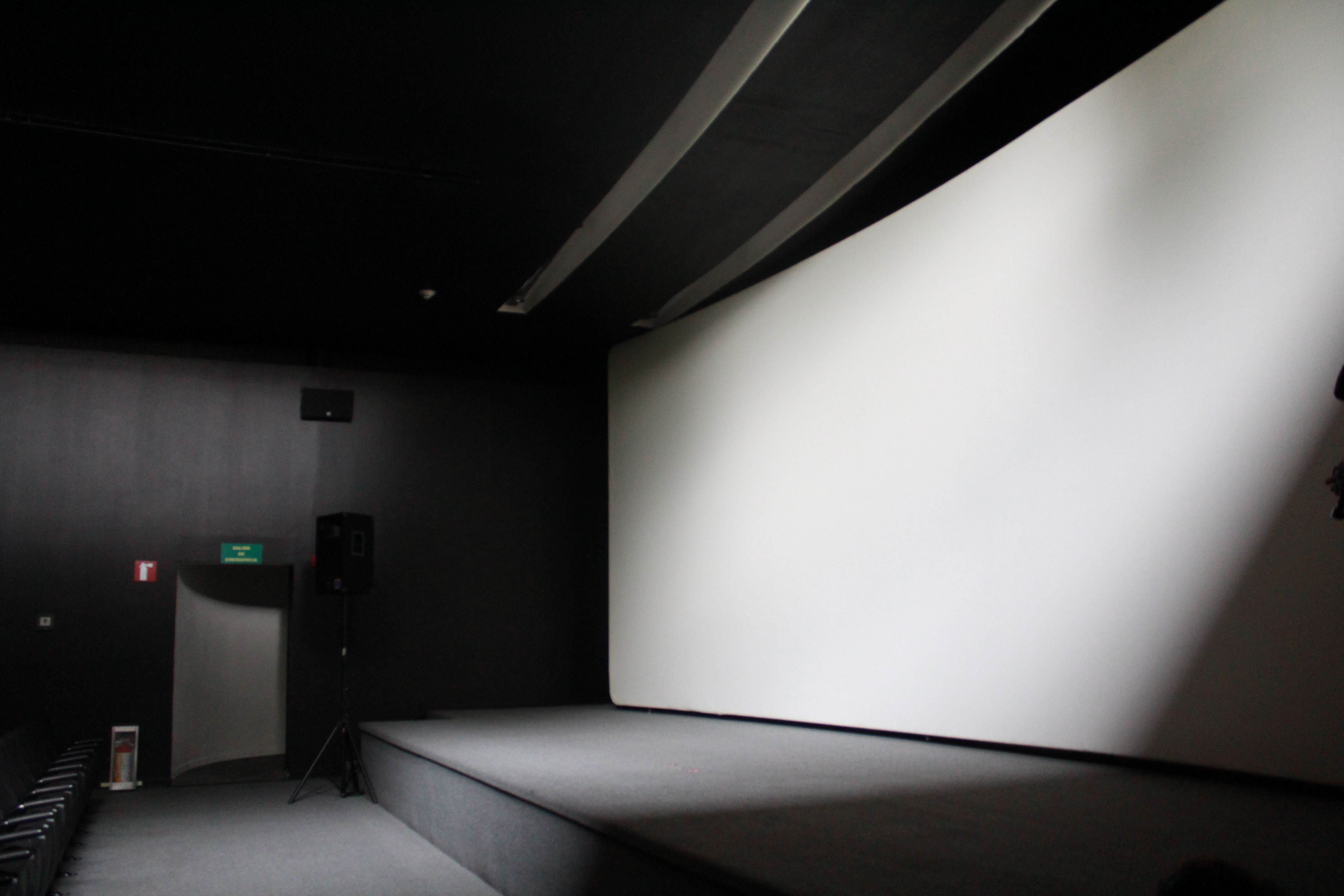
Cine Lido Condesa

El Cine Lido tiene un espacio más reducido que el original, contando con un aproximado de 144 butacas y desde el 25 de noviembre de 2011 es operado por la Cineteca Nacional. Una de las funciones de este recinto es ser sede de eventos cinematográficos, como el Festival Internacional de Cine Documental de la Ciudad de México, así como para ofrecer conferencias y presentaciones de libros.